# Jordan Plevnes
Jordan Plevnes (1953 - ) é um poeta, dramaturgo e diplomata macedónio.
Foi embaixador da então República da Macedónia na França, Espanha e Portugal de 2000 a 2005.

## Obras
- Mazedonische zustände - 1997
- La huitième merveille du monde (romance) - 2006